# 阿特拉斯 (伊利諾伊州)
阿特拉斯（英語：Atlas）是位於美國伊利諾伊州派克縣的一個非建制地區。該地的面積和人口皆未知。

## 地理
阿特拉斯的座標為39°30′50″N 90°58′10″W / 39.51389°N 90.96944°W，而該地的平均海拔高度為149米（即489英尺）。